# Huey, Dewey, și Louie
Huey, Dewey și Louie Duck sunt personaje de desene animate tripleți, create în 1937 de către Ted Osborne și Al Taliaferro și deținute de Compania Walt Disney. Aceștia sunt nepoții rățoiului Donald. Ca și unchiul lor, băieții sunt rațe albe antropomorfice cu cioc și picioare galbene spre portocaliu. De obicei aceștia poartă cămăși și șepci a căror culoare diferă pentru a-i distinge pe fiecare.
Huey, Dewey și Louie au avut parte de diverse apariții atât în filme cât și în televiziune, cu toate că benzile desenate rămân teritoriul lor primar. Trio-ul reprezintă în mod colectiv cele mai mult lansate personaje de benzi desenate pe locul al 11-lea, imediat după Donald.
În timp ce personajele au fost inițial create ca niște scandalagii care să-i ridice temperamentul lui Donald, aparițiile de mai târziu i-au pus în lumină ca fiind parteneri valoroși pentru el și Scrooge McDuck în aventurile lor. Toți trei sunt membrii ai organizației fictive de cercetași cu numele de Marmotele Junior (en. Junior Woodchucks).

## Origini
Huey, Dewey și Louie au fost inițial ideea lui Al Taliaferro, artistul benzilor desenate Silly Symphonies care îl aveau și pe Donald Duck. Pe 5 februarie 1937, compania Disney l-a recunoscut pe Taliaferro ca sursa de inspirație pentru scurt-metrajul planificat "Donald's Nephews" ("Nepoții lui Donald"). Cei trei nepoți și-au făcut debutul în banda lui Taliaferro pe 17 octombrie 1937, luându-i-o înainte lansării în cinematografe a lui "Nepoții lui Donald" cu aproape 6 luni. Numele au fost alese de scenarista Dana Coty, care le-a reprodus de la Huey Long, Thomas Dewey și Louis Schmitt, un animator al studioului care a lucrat în anii 30 și 40. Introducerea lui Taliaferro a nepoților i-a emulat în seria Happy Hooligan (Huliganul fericit), iar o mare influență li se datorează și lui Morty și Ferdie Fieldmouse (nepoții lui Mickey Mouse).

## Despre personaje
Huey, Dewey și Louie sunt băieții lui Della Duck, sora lui Donald. În desenele originale clasice, aceștia au fost trimiși prima oară să-și viziteze unchiul pentru o zi dar în benzi desenate au fost trimiși să stea cu Donald temporar până când tatăl lor se va întoarce de la spital (cei trei au sfârșit în a-l trimite acolo după ce aceștia i-au petarde sub scaun drept o farsă). Atât în benzi desenate cât și în desene animate, părinții băieților nu au mai fost de loc menționați după aceste întâmplări, iar băieții au sfârșit stând permanent cu Donald. Toți patru trăiesc în orașul fictiv Macburg (Duckburg) din California.
Cele trei rățuște sunt bine cunoscute pentru aparițiile și personalitățile lor identice. O fază comună constă în cei trei chiar terminându-și reciproc propozițiile. În desenele cinematrografice, Huey, Dewey și Louie au un comportament răutăcios și neastâmpărat iar uneori ei chiar comit acte de retorsiune și răzbunare asupra unchiului lor Donald. Însă în cadrul benzilor desenate, ei sunt mai mult înfățișați ca fiind civilizați, preferând să-i asiste pe Donald și pe Scrooge McDuck în aventurile lor la mână. În primele benzi ale lui Carl Barks, rățuștele încă erau neascultătoare și sălbatice, dar caracterul lor a evoluat grație aderării la cercetașii Marmotele Junior și buna influență a stră-bunicii Elvira Coot (Bunica Duck). Conform lui Don Rosa, Huey, Dewey și Louie au devenit membrii Marmotele Junior de la vârsta de 11 ani. În noul serial Povestirile Rățoiului (2017), aceștia au fiecare propria personalitate: Huey este cel rațional care concepe planurile și gândește realist, Dewey este cel care vrea tot timpul să se distreze, iar Louie este cel leneș și delăsător.
Fiecare din cei trei băieți au o culoare a șepcii și cămășii diferită unul față de altul. În primele serii de benzi și desenele mai vechi, culorile fiecăruia erau aleatorii în fiecare episod, și uneori chiar aveau fiecare aceeași culoare. Până la un moment dat, s-a decis ca Huey să poarte roșu, Dewey albastru și Huey verde. În alte benzi desenate, cei trei purtau toți negru. (A fost și un episod de benzi desenate în care Donald a petrecut atâta timp diferențiindu-i pe cei trei nepoți încât acesta a dezvoltat un simț al văzului sporit).

## Voci
Clarence Nash, actorul lui Donald, le-a dat voce băieților în scurt-metraje făcându-i la fel de greu de înțeleși ca și unchiul lor. Russi Taylor i-a jucat în Povestirile Rățoiului (Ducktales), în vreme ce Jeannie Elias, Pamela Segall și respectiv Elizabeth Daily îi joacă în Gașca Rațelor (Quack Pack). Tony Anselmo le-a dat vocea personajelor în filmul de tip documentar Down and Out with Donald Duck (1987), Fabrica de râs a lui Mickey (Mickey Mouse Works) și Casa lui Mickey Mouse (House of Mouse), însă Russi Taylor încă îi mai joacă în alte proiecte, cum ar fi jocuri video (Donald Duck: Goin' Quackers). Danny Pudi, Ben Schwartz și Bobby Moynihan îi joacă pe nepoți în reboot-ul Povestirile Rățoiului din 2017.

## Apariții
După scurt-metrajele cinematografice, pe lângă benzi desenate, Huey, Dewey și Louie au apărut în următoarele filme și seriale TV:
- Banii lui Scrooge McDuck (Scrooge McDuck and Money) (1967) - scurt-metraj special în care băieții apar doar cu unchiul Scrooge, în care acesta îi învață pe cei trei despre importanța banilor
- Colindul lui Mickey (Mickey's Christmas Carol) (1983) - apariție cameo
- Down and Out with Donald Duck (1987) - un film de tip documentar ce redă istoria lui Donald Duck, în care sunt prezentate numeroase clipuri din desenele animate clasice în care apar și Huey, Dewey și Louie.
- Povești cu Mac-Mac (Ducktales) (1987-1990) - în acest serial cei trei se aventurează cu Scrooge McDuck într-o mulțime de aventuri de rezolvare a enigmelor misterioase, după ce Donald se înrolează în Forțele Navale ale Statelor Unite. Personalitatea băieților aici a fost mai mult bazată pe aparițiile lor din benzi desenate.
- Sport Goofy in Soccermania (1987) - cei trei băieți, cu ajutorul lui Goofy, concurează într-un meci de fotbal pentru a câștiga înapoi un vechi trofeu de-al lui Scrooge, după ce acesta îi captează atenția unui custode al muzeului.
- Cine vrea pielea lui Roger Rabbit? (Who Framed Roger Rabbit?) (1988) - băieții fac o apariție cameo într-o poză dintr-un ziar din biroul lui Eddie Valiant.
- Povestirile rățoiului: Comoara lămpii pierdute (DuckTales the Movie: Treasure of the Lost Lamp) (1990) - băieții merg cu Scrooge într-o vânătoare de comori și sfârșesc în a se împrieteni cu un duh bun la suflet. Dar cei trei își procură dorințe inimaginabile și la sfârșit trebuie să-l ajute pe unchiul lor să se înfrunte cu un vechi inamic.
- Gașca Rațelor (Quack Pack) (1996–1997) - aici băieții sunt portretizați acum ca niște adolescenți, și din nou au fiecare personalitatea lor distinctă.
- Fabrica de râs a lui Mickey (Mickey Mouse Works) (1999–2000) - aceștia apar în desenele cu Donald Duck, unde aceștia de obicei îi provoacă lui Donald bătăi de cap ca în filmele clasice cinematografice
- Mickey: A fost odată de Crăciun (Mickey's Once Upon a Christmas) (1999) - apar în propriul sketch ce se bazează pe povestea Christmas Every Day de William Dean Howells, în care băieții își pun o dorință ca Crăciunul să fie în fiecare zi. Dorința li se îndeplinește, doar că la un moment dat aceștia se satură de atâta Crăciun.
- Casa lui Mickey Mouse (House of Mouse) (2001–2003) - aceștia (din nou prezentați ca adolescenți) servesc drept trupa de muzică rock a localului într-o varietate de stiluri diferite. Au apariții și în episoadele speciale direct-pe-video Crăciunul magic al lui Mickey: Ninsoare în casa șoricelului (Mickey's Magical Christmas: Snowed in at the House of Mouse) (2001) și Casa de răufăcători a lui Mickey (Mickey's House of Villains) (2002).
- Mickey: A fost de două ori Crăciunul (Mickey's Twice Upon a Christmas) (2004) - nepoții apar în propriul sketch în care aceștia călătoresc până în Polul Nord pentru a-și șterge numele de pe lista copiilor răi a Moșului. Între timp cei trei cauzează o grămadă de probleme în atelierul acestuia, și sunt obligați să repare toate stricăciunile.
- Mickey Mouse (2013-prezent) - apar în câteva desene alăturându-se aventurilor trăsnite ale lui Mickey și ale prietenilor săi.
- Povestirile Rățoiului (2017-prezent) - aici au din nou propria personalitate, și pe lângă asta mai sunt și desenați diferit și au și voci diferite. În această versiune a serialului clasic ei se mută în casa lui Scrooge împreună cu Donald după ce barca în care locuiau înainte este accidental distrusă. De asemenea, Donald se alătură și el aventurilor lui Scrooge și ale nepoților. În primul episod este arătată o imagine a lui Della, mama tripleților, care obișnuia și ea să călătorească în aventuri cu Scrooge și Donald.

Non-Disney:
- Cartoon All-Stars to the Rescue (1990) - Huey, Dewey și Louie se unesc cu alte personaje de desen animat celebre din anii 80 pentru a îl ajuta pe un adolescent să înțeleagă că nu este indicată consumarea de droguri, arătându-i-se toate riscurile vieții unui drogat.

### În jocuri video
- Povești cu Mac-Mac (Ducktales) (1989)
- The Lucky Dime Caper starring Donald Duck (1991)
- QuackShot Starring Donald Duck (1991)
- Disney's Magical Quest 3 Starring Mickey & Donald (1995)
- Donald Duck: Goin' Quackers (2000)
- Mickey's Speedway USA (2000)
- Dance Dance Revolution: Disney Mix (2000)
- Kingdom Hearts (2002)
- Kingdom Hearts II (2005)
- Kingdom Hearts Birth by Sleep (2010)
- Kingdom Hearts χ (2013)

## În parcurile și atracțiile Disney
Huey, Dewey și Louie apar ca personaje costumate doar la Tokyo Disney și Disneyland Paris. Ei sunt mai mult văzuți în petreceri sezoniere de Paști, Halloween și Crăciun, precum și într-o paradă a numărătorii inverse pentru anul 2011.
Însă ei apar cel mai mult la Paris, cum ar fi în intermediul programelor Disneyland Paris's Magic Kingdom, Disney's Once Upon a Dream Parade și Disney's Fantillusion (unde au haine strălucitoare).

## Legături externe
- Huey Duck pe IMDb
- Dewey Duck pe IMDb
- Louie Duck pe IMDb
- Pagină Toonopedia despre Huey, Dewey și Louie